# Mohéli

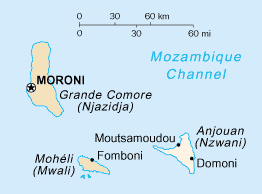
Karta över Komorerna

Mohéli är den minsta av de tre öar, i Indiska oceanen utanför Afrikas östkust, som utgör ögruppen och nationen Komorerna. 
Mohéli hade ca. 24 000 invånare 1991. Öns största stad och administrativa huvudort heter Fomboni. Majoriteten av befolkningen är sunnimuslimer.

## Historia
Mohéli och grannön Anjouan var tidigare en del av sultanatet Ndzuwenie. 
1830 erövrades ön av emigranter från Madagaskar, ledda av Ramanetaka som senare tog sig namnet Abderemane och grundade sultanatet Mwali (ett annat namn på Mohéli). 
1886 blev Mohéli ett franskt protektorat som från 1889 administrerades från Anjouan.
1909 annekterade Frankrike ön och krossade sultanatet.
1975 blev ögruppen Komorerna en självständig nation.
1997 den 11 augusti förklarade Mohéli att ön inte längre var en del av Komorerna, endast en vecka efter att Anjouan hade gjort samma sak. Upprorsledaren Said Mohamed Soefu utsågs till president och Soidri Ahmed blev statsminister. 
Efter en överenskommelse om omfattande autonomi anslöt sig Mohéli åter till Komorerna året därpå. 
2002 ratificerade Mohéli den nye komoriska grundlagen, som innebar en federal statsbildning med svagare centralstyre och mer makt till de tre öarnas egna regeringar. 2002 valdes Mohamed Said Fazul till Mohélis president. 2004 erövrade hans anhängare majoriteten av öns platser i Komorernas parlament.